# فرانز الأول، أمير ليختنشتاين
فرانز الأول، أمير ليختنشتاين (بالألمانية: Franz I.)‏ (و. 1853 – 1938 م) هو دبلوماسي نمساوي، توفي عن عمر يناهز 85 عاماً.

## مناصب
تولى منصب سفير.

## جوائز
حصل على جوائز منها:
- وسام فارس رهبانية الصوفة الذهبية
- صليب الاستحقاق العسكري
- نيشان الاستحقاق لإمارة ليختنشتاين [الإنجليزية]‏
- نيشان فرسان القديس أندراوس
- فرسان مالطة.